# Газенко Олег Георгійович
Газенко Олег Георгійович (12 грудня 1918, село Миколаївка, нині Ставропольського краю — 17 листопада 2007, Москва) — російський радянський фізіолог, академік Російської академії наук, генерал-лейтенант медичної служби, основоположник космічної медицини, лауреат безлічі найпрестижніших вітчизняних і міжнародних премій, включаючи Державну премію СРСР, премію Уряду РФ, премію «Тріумф», Демидовську премію. Був членом редколегії журналу «Наука і життя».
Закінчив 2-й Московський медичний інститут (1941). 3 1969 — директор Інституту медико-біологічних проблем Міністерства охорони здоров'я СРСР. З 1956 брав участь в організації і проведенні робіт з космічних біології та медицини, які забезпечили можливість польоту людини в космос. Основні дослідження — в галузі космічної фізіології, зокрема по вивченню впливу на організм невагомості.